# Cinema Rio
Cinema Rio is de allerlaatste buurtbioscoop aan de Belgische kust. Deze bioscoop wordt sinds 1984 uitgebaat door Ronny Maheur en Mieke Vanheulenberghe.Het gebouw van de hand van architect Maurice Haegebaert, is sinds 2009 geregistreerd als onroerend erfgoed.

## Bouwgeschiedenis
In 1938 werd het gebouw ontworpen door Maurice Haegebaert. Het is een typisch voorbeeld van modernistische architectuur.
- Inventaris van het Bouwkundig Erfgoed (Vlaanderen): 54493